# Второй раздел Речи Посполитой
Второй раздел Речи Посполитой (пол. Drugi rozbiór Rzeczypospolitej) или Второй раздел Польши (пол. Drugi rozbiór Polski) произошёл в 1793 году и был вторым из трёх разделов, прекративших существование Речи Посполитой в 1795 году. Второй раздел произошёл в период после войны сторонников Конституции и Тарговицкой конфедерации 1792 года и был проведён между Российской империей и Пруссией. Он был ратифицирован сеймом в 1793 году.

## Предыстория
После Первого раздела в Речи Посполитой прошли важные реформы, в частности в сфере просвещения. Эдукационная комиссия, действовавшая в 1773—1794 (примас Понятовский, Хрептович, Игнатий Потоцкий, Замойский, Пирамович, Коллонтай, Снядецкий) с помощью средств, конфискованных у иезуитов, реформировала университеты, которым были подчинены средние школы. «Постоянный совет» существенно улучшил управление в военной, а также в финансовой, промышленной и земледельческой областях, что благотворно сказалось на состоянии экономики. В то же время возникла «патриотическая» партия (Малаховский, Игнаций и Станислав Потоцкие, Адам Чарторыйский и др.), желавшая разрыва с Россией. Ей противостояла «королевская» и «гетманская» (Браницкий, Феликс Потоцкий) партии, настроенные на союз с Россией. На «четырёхлетнем сейме» (1788—1792) возобладала «патриотическая» партия. В это время Российская империя вступила в войну с Османской империей (1787) и Пруссия спровоцировала сейм на разрыв с Россией. К 1790 году Речь Посполитая была доведена до такого состояния, что ей пришлось заключить неестественный и в конечном счёте гибельный союз с Пруссией.
К 1790 году на политическом фронте Речь Посполитая деградировала до такого беспомощного состояния, что была вынуждена вступить в союз со своим врагом — Пруссией. Был подписан пакт 1790 года, давший ложную надежду, что под защитой союзника страна проведёт реформы. Конституция 3 мая 1791 года предоставила избирательные права буржуазии, установила разделение трех ветвей власти и устранила злоупотребления Репнинского сейма. Речь Посполитая вновь получила право проводить внутренние реформы без санкции России. «Четырёхлетний сейм», принявший на себя исполнительную власть, увеличил армию до 100 тысяч человек и ликвидировал «постоянный совет», реформировал «кардинальные права». В частности было принято постановление «о сеймиках», что исключило безземельную шляхту из процесса принятия решений, и постановление «о мещанах», что уравняло крупную буржуазию в правах со шляхтою. Эти реформы вызвали агрессивную реакцию соседей, опасавшихся потенциального возрождения Речи Посполитой. Императрица Екатерина II была возмущена; утверждая, что Польша стала жертвой радикального якобинства, которое тогда было на подъёме во Франции, она ввела войска в 1792 г.
Во время польско-русской войны 1792 года в защиту Конституции сторонники Конституции сражались против русской армии, приглашенной Тарговицкой конфедерацией польских магнатов. Консервативное дворянство верило, что русские помогут им восстановить Золотую вольность. Брошенные своими прусскими союзниками, сильно уступавшие по численности польские силы под командованием князя Юзефа Понятовского вели оборонительную войну с некоторой долей успеха. Литовская армия сейма была разгромлена, а польская, под командой Иосифа Понятовского, Костюшко и Зайончка, потерпев поражения под Полоном, Зеленцами и Дубенкой отошла к Бугу. Будучи преданы своими прусскими союзниками, сторонники Конституции покинули страну, а в июле 1792 года король Станислав Август Понятовский присоединился к Тарговицкой конфедерации.
Россия вторглась в Польшу с целью гарантировать провал польских реформ, без явной цели ещё одного раздела (она рассматривала Польшу как свой протекторат и не видела особой необходимости отдавать её часть другим странам). Однако король Пруссии Фридрих Вильгельм II потребовал от Екатерины территориальную компенсацию за отказ выполнять союзный долг по отношению к Польше, участие Пруссии в войне против революционной Франции, в ходе которой немецкая страна недавно потерпела крупное поражение при Вальми. Вскоре Россия решила принять прусское предложение

## Раздел
12 (23) января 1793 года Пруссия и Россия подписали конвенцию о втором разделе Речи Посполитой, которая была утверждена на созванном тарговичанами Гродненском сейме (1793). Одним из главных представителей Российской империи при разделе Речи Посполитой был назначен премьер-майор Генерального штаба Михаил Леонтьевич Булатов (1760—1825).
По этому соглашению Россия получила белорусские земли до линии Динабург — Пинск — Збруч, восточную часть Полесья, украинские области Подолье и Волынь. Включение Правобережной Украины в состав Российской империи повлекло за собой изменения административно-территориального устройства, то есть приведение его в соответствие с общеимперским делением. Указом от 13 апреля 1793 года предписывалось образовать на присоединённых землях губернии и организовать судебные учреждения. На Правобережной Украине образовались две губернии: Изяславская и Брацлавская.
Под власть Пруссии перешли территории, населённые этническими поляками: Данциг, Торунь, Великая Польша, Куявия и Мазовия, за исключением Мазовецкого воеводства.
После второго раздела страна потеряла около 308 000 км² с населением около 2 миллионов человек; её площадь составляла 223 000 км² с населением около 3,4 миллиона человек, что составляло примерно треть по сравнению с территорией к моменту первого раздела (1772).
В этом разделе, в отличие от двух других, не принимала участия Австрия, занятая войной с революционной Францией.
Содержание русско-польского договора «о вечном союзе» С. М. Соловьёв подытожил следующим образом:

Обе державы взаимно ручались за неприкосновенность своих владений, обязывались подавать друг другу помощь в случае нападения на одну из них, причем главное начальство над войском принадлежало той державе, которая выставит большее число войска; Россия могла во всех нужных случаях вводить свои войска в Польшу; без ведома России Польша не могла заключать союза ни с какою другою державою; без согласия императрицы Польша не может ничего изменить в своем внутреннем устройстве. Число польского войска не должно превышать 15 000 и не должно быть менее 12 000.
23 января 1793 года Пруссия подписала договор с Россией, согласно которому польские реформы будут отменены и обе страны получат широкие участки территории Речи Посполитой. Иностранные государство взяли под свой контроль оговорённые территории, российские войска там уже присутствовали, а прусские встретили лишь ограниченное сопротивление. В 1793 году депутаты последнего в истории Речи Посполитой Гродненского сейма в присутствии русских войск согласились с территориальными требованиями России и Пруссии. Гродненский сейм стал печально известен не только как последний сейм Речи Посполитой, но и потому, что его депутаты были подкуплены и принуждены русскими (Россия и Пруссия хотели юридической санкции со стороны Польши за свои требования).
Российская империя получала 250 тыс. км², в то время как Пруссия — 58 тыс. км². Территория Речи Посполитой сократилась до 215 тыс. км².2.
|                        | Россия                                                                                    | Прусия |
| ---------------------- | ----------------------------------------------------------------------------------------- | --- |
| Полное приобретение    | Брацлавское воеводство Киевское воеводство Минское воеводство Подольское воеводство       | Бжесць-Куявское воеводство Гданьск Гнезненское воеводство Добжинская земля Иновроцлавское воеводство Калишское воеводство Плоцкое воеводство Познанское воеводство Серадзское воеводство Торунь |
| Частичное приобретение | Берестейское воеводство Виленское воеводство Волынское воеводство Новогрудское воеводство | Краковское воеводство Мазовецкое воеводство Равское воеводство |

Гродненский сейм признал передачу территорий России (22 и 23 июля) и Пруссии (23 или 25 сентября). Россия преобразовала новые территории в Изяславское наместничество (в 1795 году разделено на Подольскую и Волынскую губернии) и Минскую губернию, временно выделялась так называемая Каменецкая область, а бывшее Киевское и часть Брацлавского воеводства вошли в состав Киевского наместничества. Пруссия создала на базе новых земель провинцию Южная Пруссия.
Население Речи Посполитой сократилось с 9 до 4 млн человек. сама она превратилась в маленькое буферное государство с несамостоятельным королём, чья армия была под надзором размещённых российских гарнизонов.

## Последствия
В результате Второго раздела Речи Посполитой к Российской империи отошли её восточные территории с весьма значительным местным еврейским населением. Таким образом, усилия, прилагавшиеся для того, чтобы не допустить евреев в Российскую империю, оказались бессмысленными. Указом Екатерины II 1791 года была создана черта оседлости, за пределами которой запрещалось постоянное жительство евреям, за исключением нескольких категорий. Черта оседлости охватывала специально оговорённые населённые пункты городского типа (местечки, поскольку в сельской местности проживание также не дозволялось) значительной части Царства Польского.
Тарговицкая конфедерация и польский король, чьи уступки не помешали разделу, потеряли часть престижа и поддержки. В свою очередь реформаторы столкнулись с приливом поддержки. Недовольные территориальным переделом подняли восстание Костюшко, которое послужило поводом для окончательной ликвидации польско-литовского государства.